# Elias Derdak
Elias Derdak (* 24. Mai 2001 in Wien, Österreich) ist ein ehemaliger österreichischer Handballspieler.

## Spielerkarriere
Derdak begann in seiner Jugend, beim Handballclub Fivers Margareten Handball zu spielen. Ab 2018/19 lief der Linkshänder für die zweite Mannschaft der Fivers in der HLA Challenge auf. Derdak besuchte neben seiner Vereinslaufbahn das Schulleistungssportzentrum des ORG Maroltingergasse, das im Wiener Bezirk Ottakring beheimatet ist, und konnte in seiner Altersstufe die ISF-Schulmeisterschaft 2018 gewinnen; mit dem Team, in dem auch Lukas Hutecek, Elias Kofler und Constantin Möstl spielten, konnte Deutschland im Finale 21:18 besiegt werden.
Nach der Saison 2020/21 war Derdak ein Jahr nicht im Handball aktiv, ehe er sich der SG Handball West Wien anschloss und damit erstmals in der Handball Liga Austria auflief. 2022/23 konnte er mit dem Team direkt den Meistertitel feiern. Für die Saison 2023/24 wurde der Rechtsaußen vom HC Linz AG mit einem ein Jahresvertrag ausgestattet. Auch mit den Linzern konnte sich Derdak den Meistertitel sichern. Nachdem Handball West Wien wieder in die erste Liga aufgestiegen war, wurde er erneut von den Wienern verpflichtet. Nach der Saison 2024/25 beendete er seine Karriere.

## Erfolge
- Jugend
  - ISF Schul-Weltmeister 2018[9]
- SG Handball Westwien
  - Österreichischer Meister 2022/23
- HC Linz AG
  - Österreichischer Meister 2023/24

## Saisonbilanzen

### HLA Meisterliga
| 2019/20   | Saison aufgrund der COVID-19-Pandemie in Österreich abgebrochen | Saison aufgrund der COVID-19-Pandemie in Österreich abgebrochen | Saison aufgrund der COVID-19-Pandemie in Österreich abgebrochen | Saison aufgrund der COVID-19-Pandemie in Österreich abgebrochen | Saison aufgrund der COVID-19-Pandemie in Österreich abgebrochen | Saison aufgrund der COVID-19-Pandemie in Österreich abgebrochen | Saison aufgrund der COVID-19-Pandemie in Österreich abgebrochen | Saison aufgrund der COVID-19-Pandemie in Österreich abgebrochen | Saison aufgrund der COVID-19-Pandemie in Österreich abgebrochen | Saison aufgrund der COVID-19-Pandemie in Österreich abgebrochen |
| 2022/23   | SG Handball Westwien                                            | HLA Meisterliga                                                 | 024                                                             | 022                                                             | 0/0                                                             | 022                                                             |                                                                 |                                                                 |                                                                 |                                                                 |
| 2023/24   | HC Linz AG                                                      | HLA Meisterliga                                                 | 030                                                             | 039                                                             | 0/0                                                             | 039                                                             |                                                                 |                                                                 |                                                                 |                                                                 |
| 2024/25   | Handball West Wien                                              | HLA Meisterliga                                                 | 028                                                             | 074                                                             | 0/0                                                             | 074                                                             |                                                                 |                                                                 |                                                                 |                                                                 |
| 2019–2025 | gesamt                                                          | HLA Meisterliga                                                 | 082                                                             | 135                                                             | 0/0                                                             | 135                                                             |                                                                 |                                                                 |                                                                 |                                                                 |

### HLA Challenge
| 2016/17   | Handballclub Fivers Margareten                                  | HLA Challenge                                                   | 01                                                              | 01                                                              | 0/0                                                             | 01                                                              |                                                                 |                                                                 |                                                                 |                                                                 |
| 2017/18   | Handballclub Fivers Margareten                                  | HLA Challenge                                                   | 09                                                              | 07                                                              | 0/0                                                             | 07                                                              |                                                                 |                                                                 |                                                                 |                                                                 |
| 2018/19   | Handballclub Fivers Margareten                                  | HLA Challenge                                                   | 013                                                             | 012                                                             | 0/0                                                             | 012                                                             |                                                                 |                                                                 |                                                                 |                                                                 |
| 2019/20   | Saison aufgrund der COVID-19-Pandemie in Österreich abgebrochen | Saison aufgrund der COVID-19-Pandemie in Österreich abgebrochen | Saison aufgrund der COVID-19-Pandemie in Österreich abgebrochen | Saison aufgrund der COVID-19-Pandemie in Österreich abgebrochen | Saison aufgrund der COVID-19-Pandemie in Österreich abgebrochen | Saison aufgrund der COVID-19-Pandemie in Österreich abgebrochen | Saison aufgrund der COVID-19-Pandemie in Österreich abgebrochen | Saison aufgrund der COVID-19-Pandemie in Österreich abgebrochen | Saison aufgrund der COVID-19-Pandemie in Österreich abgebrochen | Saison aufgrund der COVID-19-Pandemie in Österreich abgebrochen |
| 2016–2020 | gesamt                                                          | HLA Challenge                                                   | 023                                                             | 020                                                             | 0/0                                                             | 020                                                             |                                                                 |                                                                 |                                                                 |                                                                 |